# Reserva Florestal de Recreio Mata do Alto
A Reserva Florestal de Recreio Mata do Alto localiza-se no Alto Nascente, na freguesia de São Pedro, concelho da Vila do Porto, na ilha de Santa Maria, nos Açores.

## História
Criada pelo Decreto Legislativo Regional n° 16/89/A, de 30 de Agosto de 1989, os seus limites confrontam, a norte, com a grota das Abóboras; a nascente, com a vereda que liga, ao longo da cumieira, o Pico Alto ao Pico da Caldeira; a sul, com a grota das Conteiras, e, a poente, com a vereda que delimita o perímetro florestal de Santa Maria. Encontra-se a cerca de 250 metros acima do nível do mar.
Atualmente não se encontra aberta ao público.